# Tomasz Domański (oficer)
Tomasz Domański (ur. 2 lutego 1965 w Raciążu) – pułkownik Sił Zbrojnych RP, dyplomata.

## Życiorys
Urodził się w 1965. W 1985 roku został podchorążym w Wyższej Szkoły Oficerskiej Wojsk Zmechanizowanych we Wrocławiu. W 1989 ukończył szkołę i objął stanowisko dowódcy plutonu w 17 Pułku Zmechanizowanym w Międzyrzeczu. Od 1993 do 1994 odbywał studia w Szkole Aplikacyjnej Piechoty w Montpellier we Francji. Od 1994 był dowódcą kompanii szkolnej działonowych-operatorów w 17 Pułku Zmechanizowanym. Od 1995 do 2000 służył jako oficer sekcji rozpoznania, a później był kierownikiem sekcji rozpoznania w pułku. Od 2000 do 2006 pełnił funkcję szefa sekcji rozpoznawczej (S-2) w 17 Brygadzie Zmechanizowanej. W tym czasie pełnił służbę wojskową w ramach Polskiego Kontyngentu Wojskowego w Iraku: w 2004 podczas II zmiany jako dowódca batalionowej grupy bojowej, w 2005 podczas IV zmiany jako szef oddziału rozpoznania G-2 Wielonarodowej Dywizji Centrum Południe. Na początku kwietnia 2004 dowodził podczas obrony ratusza w Karbali podczas II wojny w Zatoce Perskiej (był wówczas przełożonym kpt. Grzegorza Kaliciaka). Po powrocie do Polski odbył kurs dowódców batalionów w Akademii Obrony Narodowej. Od 29 czerwca 2006 do 1 lipca 2009 sprawował stanowisko dowódcy 10 Batalionu Rozpoznawczego Strzelców Konnych im. gen. bryg. Michała Gutowskiego w Żaganiu. W 2008 pełnił funkcję dowódcy Polskiego Kontyngentu Wojskowego w Czadzie. Został awansowany do stopnia podpułkownika. Od 1 lipca do 7 grudnia 2009 był szefem szkolenia w 34 Brygadzie Kawalerii Pancernej. Został awansowany do stopnia pułkownika. Następnie sprawował stanowisko zastępcy dowódcy 17 Wielkopolskiej Brygady Zmechanizowanej do sierpnia/września 2012. Z tej funkcji został skierowany na Podyplomowe Studia Polityki Obronnej, prowadzone w (nazwa w tłum. pol.) Ośrodku Wyższych Studiów Wojskowych (CHEM) w Paryżu. Objął funkcję Attaché obrony przy Ambasadzie Rzeczypospolitej Polskiej w Bukareszcie.

## Odznaczenia
- Gwiazda Iraku
- Brązowy Medal "Siły Zbrojne w Służbie Ojczyzny"
- Odznaka pamiątkowa 17 WBZ
- Medal "Pro Memoria"
- Medal Pamiątkowy Wielonarodowej Dywizji Centrum-Południe w Iraku